# Empicoris palmensis
Empicoris palmensis är en insektsart som beskrevs av Willis Blatchley 1926. Empicoris palmensis ingår i släktet Empicoris och familjen rovskinnbaggar. Inga underarter finns listade i Catalogue of Life.